# Pasquale Gravina
Pasquale Gravina, né le 1er mai 1970 à Campobasso en Italie, est un ancien joueur de volley-ball italien. Il mesure 2,01 m et jouait central. Il totalise 284 sélections en équipe d'Italie et fut six fois champion d'Italie avec trois clubs différents.

## Clubs
| Club           | Pays   | De        | À         |
| -------------- | ------ | --------- | --------- |
| Falconara      | Italie | 1988-1989 | 1989-1990 |
| Parme          | Italie | 1990-1991 | 1995-1996 |
| Sisley Trévise | Italie | 1996-1997 | 2000-2001 |
| Macerata       | Italie | 2001-2002 | 2002-2003 |
| Cuneo          | Italie | 2003-2004 | 2003-2004 |
| Sisley Trévise | Italie | 2004-2005 | 2004-2005 |

## Palmarès
- En club
  - Championnat d'Italie : 1992, 1993, 1998, 1999, 2001, 2005
  - Coppa Italia : 1992, 2000, 2005
  - Supercoupe d'Italie : 1998, 2000, 2001, 2004
  - Ligue des champions : 1999, 2000
  - Coupe de la CEV : 1992, 1998
- En équipe nationale d'Italie
  - Championnat du monde : 1994, 1998
  - Championnat d'Europe : 1993, 1995, 1999
  - Coupe du monde : 1995
  - Ligue mondiale : 1991, 1992, 1994, 1995, 1997, 2000
  - World Super Four : 1994
  - Grand Champions Cup : 1993